# Aéroport international de Lubumbashi
Pour les articles homonymes, voir FBM.
L'aéroport international de Lubumbashi est un aéroport situé à Luano, près de la ville de Lubumbashi, en République démocratique du Congo (code IATA : FBM • code OACI : FZQA).

## Historique
L'aéroport international de Lubumbashi a été fondé à l'époque coloniale sous le nom d'aéroport d’Élisabethville.
Il était aussi connu sous le nom d'aéroport de Luano. Sa construction a été commencée en 1953.
L'aéroport a eu un grand rôle durant la guerre du Katanga. Après sa récupération par les Forces de l'ONU, l'aéroport servit de base contre le gouvernement sécessionniste.

## Situation géographique
| Bandundu Basango Mboliasa Bunia Gbadolite Gemena Goma Ilebo Kalemie Kananga Kikwit Kindu Kinshasa-Ndjili Kinshasa-N'Dolo Kisangani Kolwezi Lodja Lubumbashi Matari Matadi Mbandaka Mbuji Mayi Nioki Tshikapa Tshumbe |

## Compagnies aériennes et destinations
| Compagnies                     | Destinations                                                 |
| ------------------------------ | ------------------------------------------------------------ |
| Airlink                        | Johannesbourg OR Tambo                                       |
| Air Tanzania                   | Dar es Salam-J. Nyerere                                      |
| Compagnie Africaine d'Aviation | Kalemie, Kamina, Kinshasa-N'djili, Kolwezi, Mbujimayi        |
| Congo Airways                  | Johannesbourg OR Tambo, Kananga, Kinshasa-N'djili, Mbujimayi |
| Ethiopian Airlines             | Addis-Abeba Bole                                             |
| Kenya Airways                  | Nairobi-J. Kenyatta                                          |
| Mahogany Air                   | Lusaka, Ndola-S. Kapwepwe                                    |
| RwandAir                       | Kigali                                                       |

Édité le 15/05/2018  Actualisé le 22/10/2023

## Accidents
- Le 4 mars 2018 un avion-cargo Boeing 737-300 appartenant à la compagnie aérienne Serve Air fait une sortie de piste à l'atterrissage occasionnant un blocage partiel de l'aéroport[4].